# جوسيف شميت
جوسيف شميت (بالألمانية: Josef Schmitt)‏ (21 مارس 1908 في ألمانيا - 16 أبريل 1980) هو لاعب كرة قدم ألماني في مركز الهجوم، شارك في الألعاب الأولمبية الصيفية 1928. وشارك مع منتخب ألمانيا لكرة القدم. أما مع النوادي، فقد لعب مع نادي نورنبرغ.

## وصلات خارجية
- جوسيف شميت على موقع قاعدة بيانات كرة القدم.إي يو (الإنجليزية)
- جوسيف شميت على موقع بيانات كرة القدم. دي إي (الألمانية)
- جوسيف شميت على موقع ناشيونال فوتبول تيمز (الإنجليزية)
- جوسيف شميت على موقع عالم كرة القدم.نت (الإنجليزية)
- جوسيف شميت على موقع أوليمبيديا (الإنجليزية)